# Platt avgift
Platt avgift avser en prisstruktur som debiterar en enda fast avgift för en tjänst, oavsett nyttjandegrad.
Kostnaden för tillhandahållandet av en tjänst, till exempel mobiltelefoni, elförsörjning, vatten och avlopp består av fasta kostnader och rörliga kostnader. Sättet att debitera slutanvändaren delas i en del fall upp i fast avgift och rörlig avgift, och i andra fall tas avgiften ut som "platt avgift" (flat rate). Det senare fallet kan också anges som att den rörliga avgiften är noll.
Förhållandet mellan fast och rörlig del kan överensstämma med kostnadsfördelningen men brukar normalt inte göra det (till exempel vatten och avlopp), utan speglar mer möjligheten att ta ut avgifterna från brukarna på ett optimalt sätt.
I några fall används flat rate även för att ange att den rörliga taxedelen (tariffen) inte ändrar sig beroende på användning eller tid som tjänsten används.[källa behövs]

## Elektricitet
En platt taxa för elektricitet är annorlunda än för andra varor och tjänster. Ett energibolag som debiterar en platt taxa för elektricitet debiterar inte olika tariffer som varierar efter den efterfråga på energi som brukaren har mot systemet. En brukare betalar samma avgift antingen han använder elektriciteten tillfälligt mitt på dagen, då efterfrågan och bolagets kostnader är högst, eller om energiförbrukningen sprids ut över hela dygnet. Men om brukaren använder en annan energimängd, debiteras han med högre eller lägre taxa. Hushåll och mindre företag debiteras vanligen med platt taxa, även om inte avgiften per kilowattimme är den samma. Elmätare för tidstariff används för att debitera efter olika tariffer under lågpristid resp högpristid. Tidstariffmätare kan sänka en brukares elräkning och han använder elektriciteten främst under lågprisdelen av dygnet.